# 湛山寺 (香港)
22°17′49.87″N 114°17′38.47″E / 22.2971861°N 114.2940194°E
湛山寺位於香港新界西貢南部的清水灣大坳門龍蝦灣路第一及第二個路口，1964年建成，为香港少数的天台宗道场，其余的多为淨土宗及禅宗。1997年，寶燈法師圓寂，並由其徒弟佛智法師擔任住持。香港湛山寺與青島湛山寺同名並同屬天台宗。
湛山寺由於外觀宏偉，經常吸引電影公司及電視台到此取景拍攝。

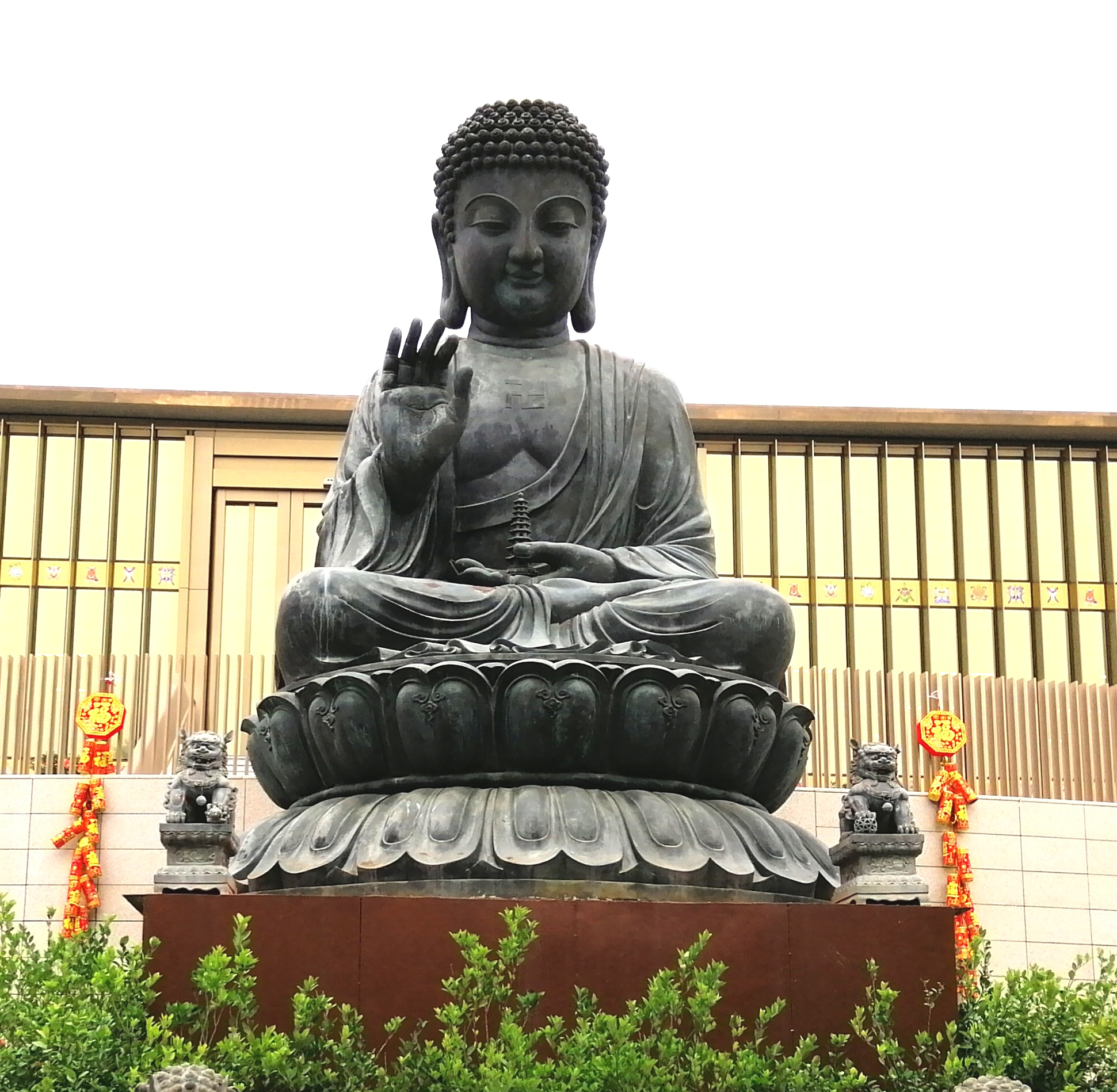
香港湛山寺露天青銅藥師大佛

## 歷史
- 1964年，何英傑、邵逸夫、安子介、田元灝等名人居士捐助，購置清水灣大坳門一塊地皮，開山闢建香港湛山寺，藍本以青島湛山寺原型建構建成湛山寺。[3]
- 2003年3月23日，湛山寺重條完成，大雄寶殿開光。大雄寶殿樓高約13公呎，佔地約10000平方呎，供奉釋迦牟尼佛坐像、藥師佛像、阿彌陀佛像、文殊師利菩薩像、普賢菩薩、觀世音菩薩像、地藏王菩薩像、韋馱菩薩像、濟公菩薩及十八羅漢像等。
- 釋迦牟尼坐像是一尊以緬甸國出產的白色玉石制造，在20世紀80年代時，曾經是香港最大的佛像。

- 湛山寺被分為兩部分（大殿及舊殿）：
  - 舊殿區：包括佛堂、露天青銅藥師大佛、倓虛法師及寶燈法師的舍利塔（北緯22度17分55.17秒，東經114度17分41.74秒）、九龍壁、五觀堂、居士樓、海會堂等。
  - 大殿區：包括大雄寶殿、湛山寺寶德護理安老院、湛山寺慈德安老院及望海觀音像。

- 1998年2月，斯里蘭卡政府的官員參觀過湛山寺後，評價它爲亞洲環境最佳及風水最好的佛寺，並贈送一顆斯里蘭卡的國寶，釋迦牟尼的舍利，還贈送採摘兩顆於釋迦牟尼成佛處的菩提樹之樹枝的樹苗給「湛山寺」栽種。成為兩處新的觀光景點。[4]

## 外部連結
- 香港湛山寺網站 （页面存档备份，存于）